# Ołeh Błochin (ur. 1980)
Ołeh Ołehowycz Błochin, ukr. Олег Олегович Блохін (ur. 20 października 1980, w obwodzie połtawskim) – ukraiński piłkarz, grający na pozycji obrońcy, a wcześniej napastnika.

## Kariera piłkarska

### Kariera klubowa
Wychowanek UOR Donieck. W 1997 rozegrał 14 minut w składzie Metałurha Komsomolskie w meczu o Puchar Ukrainy. W marcu 1998 rozpoczął karierę piłkarską w drugoligowej drużynie Kremiń Krzemieńczuk. Na początku 1999 został zaproszony do Worskły Połtawa, ale występował tylko w drugiej drużynie. Latem 1999 odszedł do klubu Adoms Krzemieńczuk. W 2001 wyjechał do Rosji, gdzie został piłkarzem Łady Togliatti. Po pół roku przeszedł do Sodowika Sterlitamak. W 2002 powrócił do Kreminia, ale występował tylko w drugiej drużynie. W 2003 przeniósł się do Kazachstanu, gdzie bronił barw Jesilu Kokczetaw. Na początku 2004 powrócił na Ukrainę, gdzie zasilił skład Spartak-Horobyny Sumy, a w następnym roku Desny Czernihów i Dnipra Czerkasy. Wiosną 2006 występował w mołdawskim klubie Nistru Otaci, po czym ponownie wrócił na Ukrainę, gdzie grał w klubach FK Ołeksandrija, IhroSerwis Symferopol, rosyjskim Magnit Żeleznogorsk, Atłant Krzywy Róg i FK Połtawa. W 2008 ponownie wyjechał do Rosji, gdzie po raz drugi został piłkarzem Łady Togliatti. Po pół roku przeniósł się do klubu Sokoł-Saratów. Sezon 2009 rozpoczął w czwartoligowym Stroitiele Pienza, a latem zmienił klub na Baszinformswiaź-Dinamo Ufa. W 2010 roku grał w drużynach dinamowskich z Bijska i Stawropola. W 2011 roku został zaproszony do klubu Syzrań-2003 Syzrań, w którym w 2012 zakończył karierę piłkarską.